# أيديولوجية الدولة في الاتحاد السوفيتي
تنطوي أيديولوجية الدولة في الاتحاد السوفيتي على عدد من التيارات النظرية المختلفة، المنبثقة أساسًا من الأيديولوجية الماركسية في الاشتراكية, ولكن هناك بعض الاتجاهات الضئيلة التي برزت من داخل الحركة الثورية الروسية مثل أيديولوجية الثوريين الاشتراكيين اليسارية أو من داخل الشيوعية اللاسلطوية مثل الماخنوية. وبعد عام 1921, سيطرت الأيديولوجيات الديمقراطية الاشتراكية الروسية على أيديولوجية الشيوعية السوفيتية.

## أيديولوجية الشيوعية السوفيتية
يمكن اعتبار الشيوعية السوفيتية عمومًا باعتبارها الأيديولوجية أو بنية الأفكار النظامية التي يتبناها أنصار الاتحاد السوفيتي في الثورة الروسية وجمهورية روسيا السوفيتية الاتحادية الاشتراكية (RSFSR) والتي أطلق عليها لاحقًا اسم اتحاد الجمهوريات السوفيتية الاشتراكية (USSR). وعلى هذا النحو تميزت الفترة الأولى للأيديولوجية السوفيتية بصراع فكري بين الاتجاهات المختلفة، ثم انتقل هذا الصراع بين ذلك إلى ما بين الاتجاه السائد الديمقراطية السوفيتية الروسية البلشفية, ثم ما بين التغيرات الأيديولوجية الناتجة في إطار الأيديولوجية الرسمية للاتحاد السوفيتي.

## الأيديولوجيات المتصارعة في فترة الثورة حتى عام 1922
قبل عام 1923، كانت الأيديولوجية محل جدال فكري وسياسي في إطار الثورة الروسية. في البداية وبعد ثورة أكتوبر، تم تشكيل حكومات تضم جميع الأحزاب ومن بينها: جماعات الثوريين الاشتراكيين والبلشفية ومنشفيك وجماعات محدودة من اللاسلطويين. عند المستوى المركزي، سيطر الجناح البلشفي من حزب العمل الديمقراطي الاشتراكي الروسي (RSDLP)، ولكن كانت السلطة على المستوى المحلي في يد السوفيتيين ذوي الأيديولوجية المختلطة غير المرتبطة بمحل العمل أو اتحادات العمل السوفيتية. وعلى مسار الثورة، حدثت صراعات، أهمها الصراع بين منظمة حزب الثوريين الاشتراكيين اليساري والبلشفيين حول مسألة الحرب، مما أدى إلى انفصال الأيديولوجية الثورية الاشتراكية اليسارية وخمدها. أضف إلى ذلك، أدت الأزمة بين الجيش الأسود المنشفيك والجيش الأحمر السوفيتي، إلى جانب تمرد برنشتات إلى قمع أيديولوجيات الشيوعية اللاسلطوية. بالإضافة إلى ذلك، أدى النجاح العسكري والسياسي للجيش الأحمر تحت القيادة البلشفية إلى قيام العديد من النشطاء السياسيين بإعادة تعريف أنفسهم تحت مظلة الأيديولوجية البلشفية.

### المراحل الأولى للأيديولوجية البلشفية
تركز معظم الدراسات التاريخية للأيديولوجية البلشفية على الدور المحوري الذي قامت به الصراعات الحزبية الداخلية لفلاديمير لينين في إقامة بناء أيديولوجي متماسك. وبدرجة أقل، تشكل انتقادات ليون تروتسكي الخارجية للبلشفية عاملاً مركزيًا فيما يسمى الحقبة اللينينية المعاصرة.

### صراعات البلشفية الأيديولوجية أثناء فترة الحرب الأهلية
حتى مراحل متأخرة من الحرب الأهلية برز صراع بين الأيديولوجية العمالية بدرجة أكبر الشيوعية اليسارية والمعارضة العمالية اللاحقة داخل الحزب البلشفي، واتجاه اللجنة المركزية. وفي كلتا الحالتين تم قمع أيديولوجية الأقلية، دون اضطهاد أنصار المدرسة الأيديولوجية.

## المنافسة داخل اللجنة المركزية أثناء العشرينيات من القرن العشرين
إن آثار انتهاء الحرب الأهلية على الأيديولوجية السوفيتية وموقف الشيوعية العسكرية يُعتقد عمومًا أنها تؤيد فرض سياسة اقتصادية جديدة. وعلى الرغم أن تلك السياسة الاقتصادية الجديدة كانت محل جدال على مدار هذا العقد، فقد برزت انقسامات حادة داخل الحزب البلشفي. وعبرت الكثير من تلك الانشقاقات عن الأيديولوجية في إطار الجدال حول التنمية الاشتراكية ومبدأ الدولية، وأدت إلى تطور ثلاثة اتجاهات عامة في الأيديولوجية السوفيتية.

### التروتسكية والمعارضة اليسارية الدولية
كانت أصغر جماعة هي المعارضة اليسارية الدولية وأنصار ليون تروتسكي. ورغم أن هذه الجماعة كانت ضعيفة سياسيًا، فقد كان لها تأثير كبير ومستمر في الدوائر الأيديولوجية من خلال أعمال ليون تروتسكي وأتباعه وأنصاره فيما بعد.

### المعارضة اليمينية الدولية
كانت المعارضة اليمينية الدولية ثاني أكبر جماعة أيديولوجية في نهاية العقد الثاني من القرن العشرين. وكانت تركز على التنمية السياسية للاشتراكية في إطار علاقات تسويق مستمرة. من الناحية الأيديولوجية، ثبت أن تلك الجماعة عقيمة حتمًا، رغم أنه قد تم نشر مقدار كبير من الأعمال السياسية أثناء العقد الثالث من القرن العشرين تنطوي على أفكار أيديولوجية.

## الماركسية واللينينية والإستالينية
كانت أكبر جماعة ضمن الأيديولوجية البلشفية في نهاية العشرينيات هم أتباع وأنصار دفاع جوزيف ستالين عن تنمية الاشتراكية في إطار الاتحاد السوفيتي دون محاولة الحصول على دعم ثوري عبر البحار. وكانت الوثيقة الأساسية للأيديولوجية الإستالينية بإشراف ستالين هي تاريخ الحزب الشيوعي القصير في الاتحاد السوفيتي (البلشفية). وفيما بعد عام 1956 أصبح أتباع هذه المدرسة الأيديولوجية يشيرون إلى أنفسهم عمومًا بأنهم «ماركسيون لينينيون».

## الأيديولوجيات بعد ستالين
حدثت بعض التغيرات في الأيديولوجية السوفيتية بعد ستالين. كان من أبرزها دفاع نيكيتا خروتشوف عن تطوير الكيف عن الكم في التنمية السوفيتية والسعي وراء التعايش السلمي; وإعلان مذهب برزنيف. وفي أثناء العقد الرابع والخامس والسادس من القرن العشرين، كانت هناك تجارب عدة في المسائل السياسية أو المؤسسية في الإطار السوفيتي الشيوعي في الدول الاشتراكية القائمة فعلاً في أوروبا الشرقية، ورغم قلة العمل الأيديولوجي الإبداعي النظامي الذي ينفذه التيار الماركسي الداعم الأساسي للدولة، فإن الماركسيين المنشقين يميلون نحو إنتاج مادة أيديولوجية جديدة خارج إطار التقاليد الشيوعية السوفيتية. لذلك فإن أعمال إيمري ناج في الاشتراكية الإنسانية وألكسندر دوبتشيك في الاشتراكية ذات الوجه الإنساني كانت تطويرات للأيديولوجيات الشيوعية السوفيتية. ومع نهاية تلك الفترة، قدم ميخائيل غورباتشوف ابتكارات جديدة في الحياة السياسية والتي كان البعض ينظر إليها بأنها تشير إلى تغيرات أيديولوجية. وفي عام 1985 أعلن غورباتشوف أن الاقتصاد السوفيتي قد انهار وبحاجة إلى إعادة هيكلة. في البداية أُطلق اسم يوسكورينا (تسريع) على الإجراءات الإصلاحية التي قام بها، ولكن أصبحت مصطلحات مثل غلاسنوست (التحرير، الانفتاح) وبيريسترويكا (إعادة الهيكلة) أكثر شهرة.

## النقد
في الخمسينيات من القرن العشرين أوكلت حكومة الولايات المتحدة للمفكر الماركسي هيربرت ماركوس مهمة إتمام عمل ضخم لتحليل ماركسي لأيديولوجية الشيوعية السوفيتية، تحت عنوان السوفيتية الماركسية: تحليل نقدي.